# Anii 2040
Anii 2040 reprezintă un deceniu care va începe la 1 ianuarie 2040 și se va încheia la 31 decembrie 2049.

## Tendințele globale ale anilor 2040

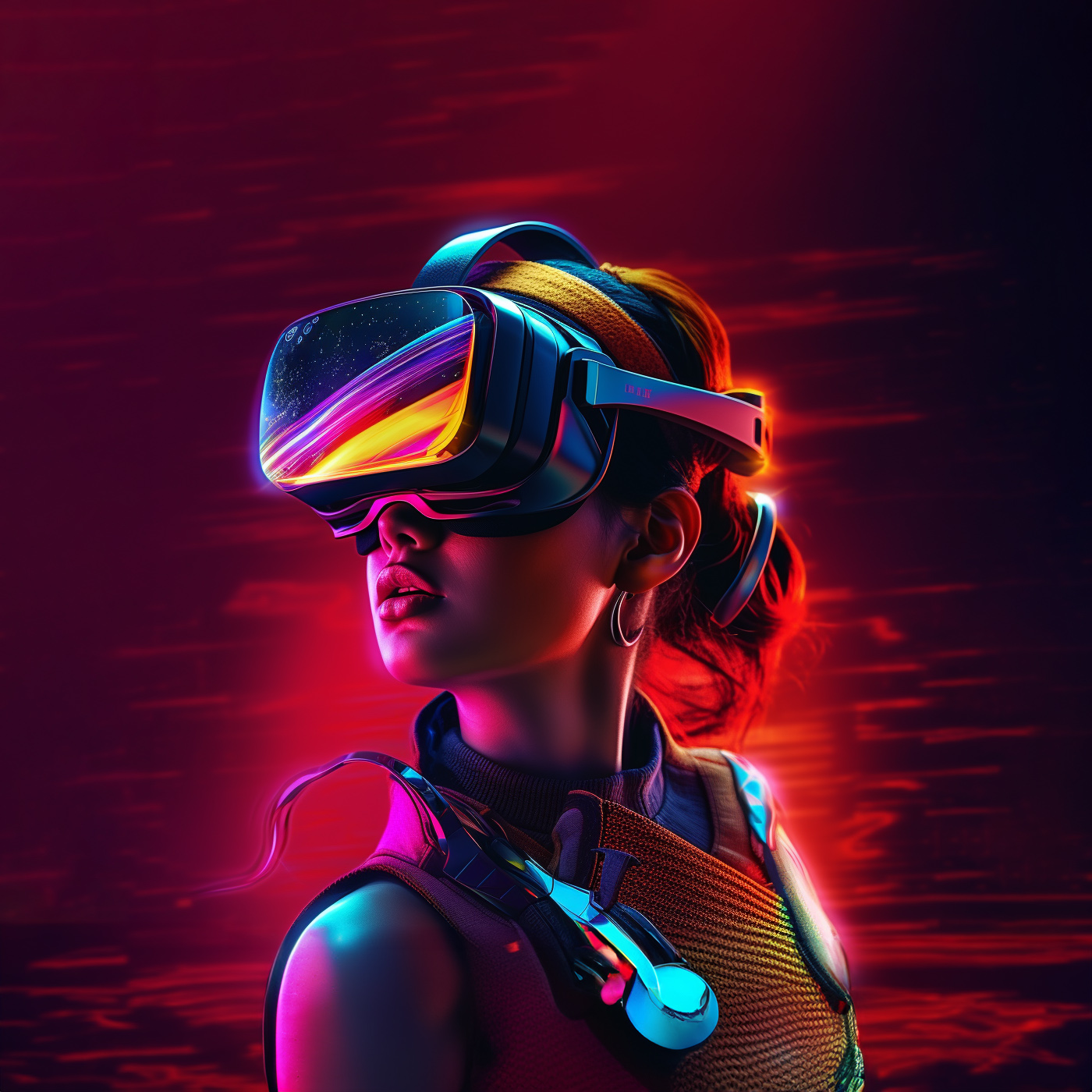
Persoană utilizând cască VR (imagine generată de Midjourney)

Potrivit unui studiu de analiză a tendințelor globale, publicat de Biroul Directorului de Informații Naționale din Statele Unite ale Americii în martie 2021, în anul 2040 este prevăzută o concurență globală crescută între SUA și China pentru supremația tehnologică. Tehnologiile și aplicațiile derivate vor permite țărilor în curs de dezvoltare să dezvolte aplicații globale în zone de nișă și să contribuie la lanțurile globale de aprovizionare.
Amploarea și viteza cu care inteligența artificială ar putea înlocui locurile de muncă ale oamenilor ridică semne de întrebare dacă economiile vor avea capacitatea de a genera suficiente noi locuri de muncă. 
Până în 2040 se estimează că țările în curs de dezvoltare din Asia vor reprezenta aproximativ 35% din PIB-ul global, India și China fiind cei mai mari contributori (cu 29% din PIB-ul global), potrivit Oxford Economics.
În următorii 20 de ani, populația lumii va ajunge la aproximativ 9,2 miliarde până în 2040.  După 2040, natalitatea va începe să  stagneze sau să scadă.  
Schimbările climatice agravate, migrația crescută, erodarea biodiversității din cauza poluării, insecuritatea alimentară, scăderea calității apei și a aerului, împreună cu mutațiile agenților patogeni, ar  putea amenința civilizația umană în anii 2040. 
Biroul Directorului de Informații Naționale a proiectat cinci scenarii pentru anii 2040:
- Renașterea democrațiilor - lumea se află în mijlocul unei renașteri a democrațiilor conduse de Statele Unite și aliații săi, prin  progresele tehnologice rapide.
- O lume în derivă - în 2040, sistemul internațional ar putea deveni lipsit de direcție, haotic și volatil, deoarece regulile și instituțiile internaționale sunt în mare parte ignorate de marile puteri precum China, actorii regionali și actorii „non-statali” (companiile private).
- Coexistență competitivă- În 2040, SUA și China ar putea acorda prioritate creșterii economice, ceea ce ar putea restabili o relație comercială robustă.
- Silozuri separate - În 2040, lumea este fragmentată în mai multe blocuri economice și de securitate de dimensiuni și forțe diferite, centrate pe Statele Unite, China, Uniunea Europeană, Rusia și câteva puteri regionale.
- Tragedie și mobilizare - În 2040, o coaliție globală, condusă de Uniunea Europeană și China, care lucrează cu organizații non-guvernamentale și instituții multilaterale revitalizate, implementează schimbări de anvergură menite să abordeze schimbările climatice, epuizarea resurselor și sărăcia, rezultate în urma unei catastrofe alimentare globale cauzate de evenimentele climatice și degradarea biosferei. [1]

Metaversul, vehiculele autonome, interfața creier-computer, muncitorii sintetici (roboții), biomaterialele și asistenții virtuali cu inteligență artificială vor deveni fundamentali pentru viața de zi cu zi.  

## Evenimente anticipate sau planificate

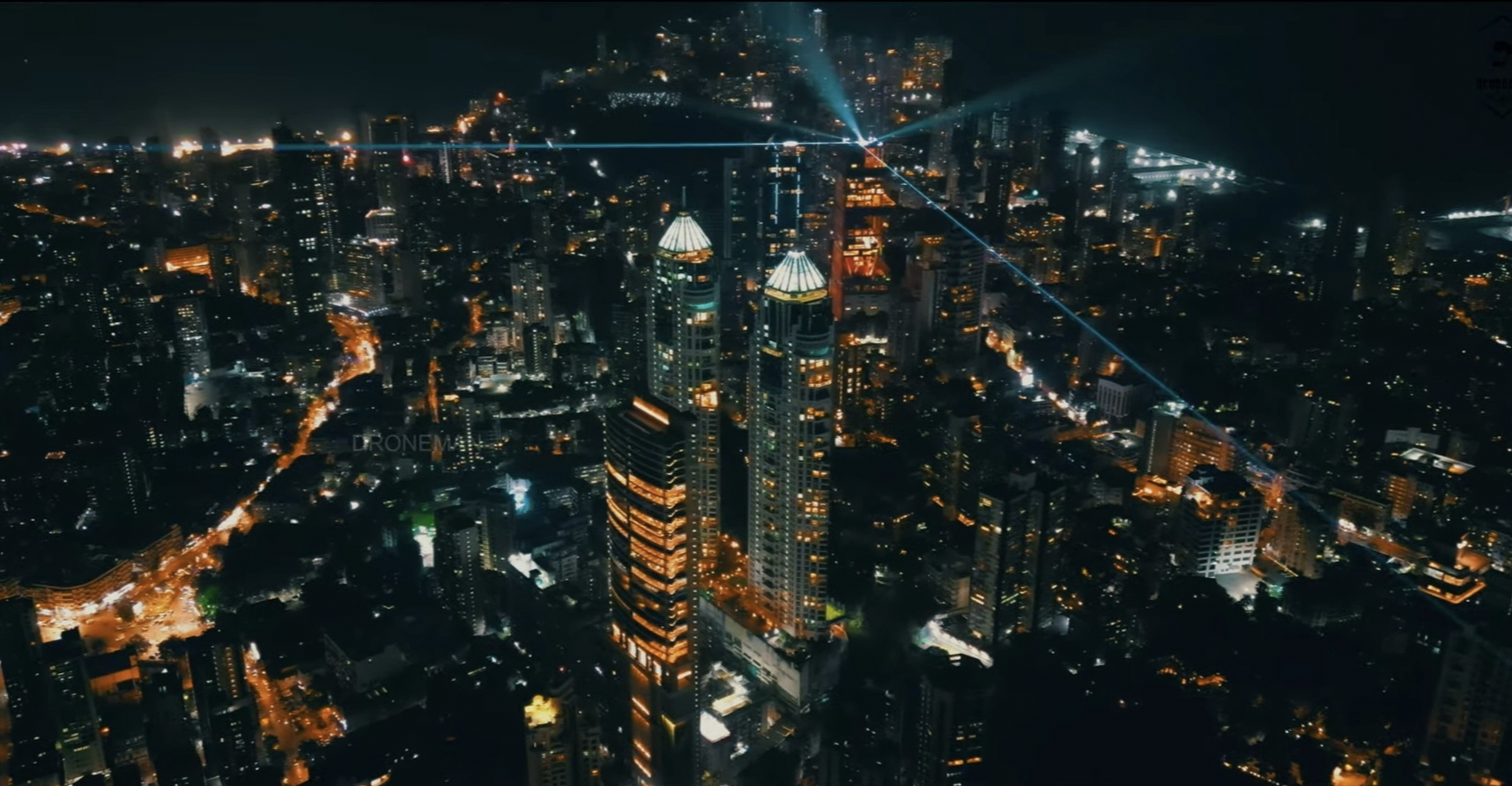
Sudul orașului Mumbai - India s-ar putea menține ca cea mai populată țară din lume, dar ar putea deveni a treia putere economică globală în anii 2040.

- 1 ianuarie 2040:  Intrarea în domeniul public a cărților, filmelor și altor lucrări publicate în 1945, în conformitate cu legislația existentă a drepturilor de autor din SUA, inclusiv toate lucrările lui Bela Bartok și Anne Frank.
- 2040: Anul final al implementării planului de dezvoltare urbană al orașului Baku. Planul prevede schimbări majore între anii 2020 și 2040, prin crearea de noi sisteme de telecomunicații și renovarea infrastructurii de transport public. 122.000 de clădiri rezidențiale vechi vor fi demolate. [5]
- 2040: Economie - India ar putea deveni a treia mare putere economică a lumii după Statele Unite ale Americii și Republica Populară Chineză. [6]
- 2040: Un studiu publicat de Asociația pentru Studii și Prognoze Economico-Sociale (ASPES) estimează că România ar putea fi în anul 2040  pe locul 10 în Uniunea Europeană la cele mai mari economii. [7]
- 2040:Tehnologie - Marea Britanie ar putea construi o centrală de fuziune nucleară, care teoretic ar putea furniza energie curată aproape nelimitată, în Nottinghamshire.[8]
- 2040: Marile puteri energetice ale lumii ar putea practica mineritul în oceane, la mare adâncime, cu noi vehicule subacvatice și instrumente avansate de forare.[9]
- 2040: La nivel global, mai mult de jumătate din automobilele fabricate vor fi electrice, sugerează o estimare de la BNEF.[10]
- 2040: ONU estimează că două treimi din pădurea tropicală din bazinul Congo va dispărea până în anul 2040.[11]
- 2040: NASA plănuiește să trimită un submarin în spațiu în 2040, către cea mai mare lună a planetei Saturn, Titan. Submarinul, odată amerizat, va explora oceanele de hidrocarburi ale Titanului la o temperatură de -179 °C, pentru a căuta compuși chimici care să ofere o mai bună înțelegere asupra apariției vieții.[12]

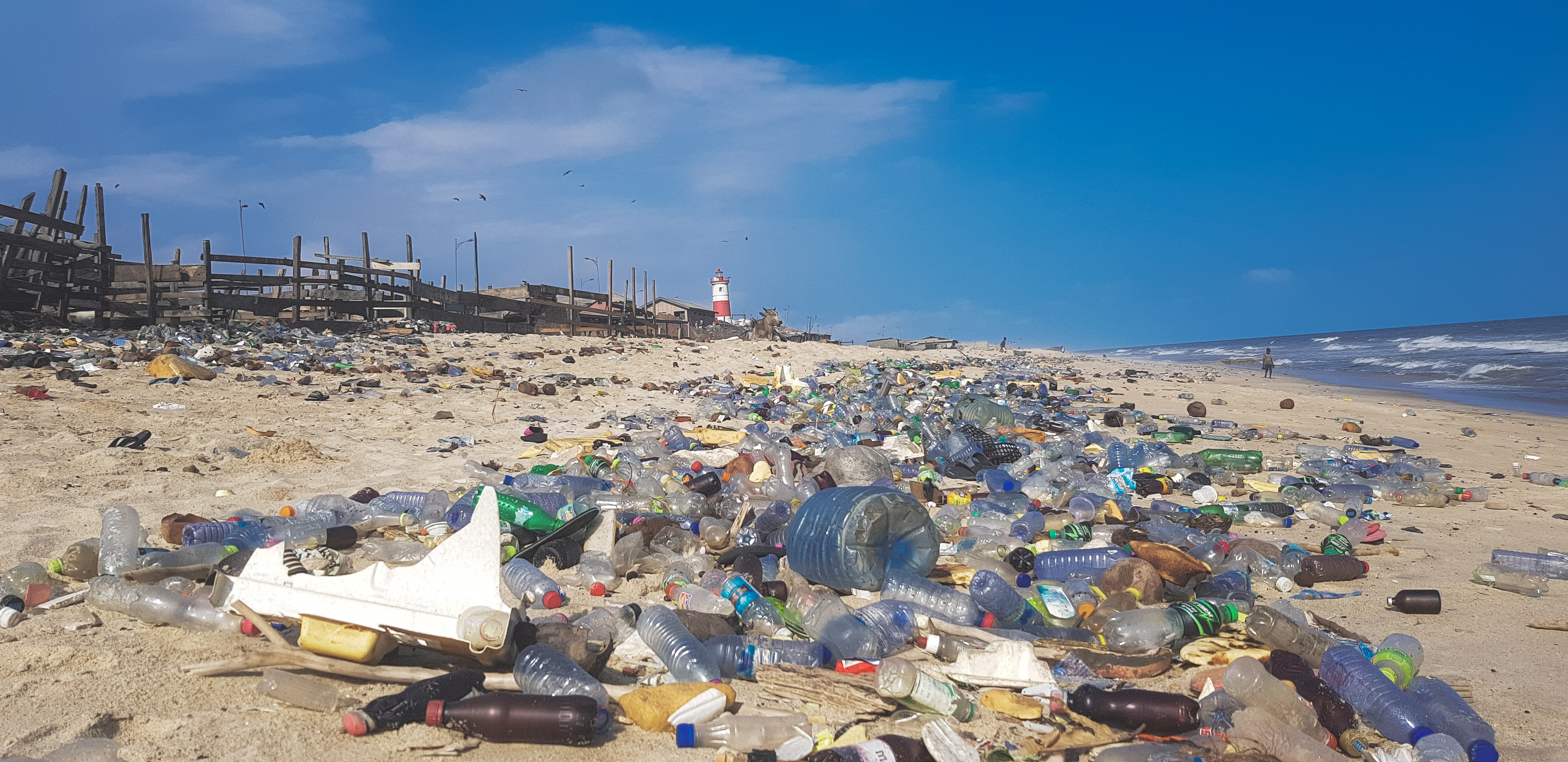
Deșeuri din plastic în Ghana

- 2040-2045: Uniunea Europeană plănuiește să reducă emisiile de dioxid de carbon cu 90%. [13] Potrivit ONU, poluarea cu plastic ar putea fi redusă cu 80% până în 2040. [14]. Dar potrivit studiului făcut de Science, eforturile ar putea eșua. Vor exista 710 milioane de tone de deșeuri din plastic în anii 2040.[15] Un alt studiu indică că ar putea fi 1.3 miliarde de tone de deșeuri din plastic în oceane și la suprafață. [16]
- 2040: Demografie - vârsta de pensionare ar putea crește la 71 ani în Marea Britanie din cauza numărului mare de pensionari vârstnici cu speranță de viață ridicată. [17] În România, numărul vârstnicilor ar putea depăși populația tânără. [18]
- 2040: Potrivit studiului de la Pew Research, populația islamică din SUA ar putea deveni al doua cea mai numeroasă comunitate religioasă după populația protestantă, depășind populația catolică.[19]
- 2041: Tratatul Antarcticii încheiat în 1961 va fi revizuit.  [20][21]
- 2044: SUA intenționează să cumpere 2.456 de avioane F-35 până în acest an, care vor reprezenta cea mai mare parte a Forțelor Aeriene Americane. Aeronava este planificată să fie o piatră de temelie a puterii aeriene NATO și să opereze până în 2070.[22] Potrivit Defense Post, tancurile M1 Abrams ar putea fi prea învechite pentru a mai fi utilizate în operațiuni militare.

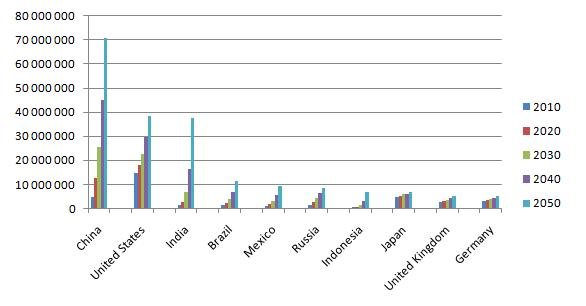
Marile economii globale între anii 2020-2050

- 2045: California a aprobat planul drastic de atingerea neutralității carbonului până în acest an. [24]
- 2047: La 1 iulie, actualul aranjament „ o țară, două sisteme” din Hong Kong este programat să se încheie. Aranjamentul a fost garantat pentru 50 de ani, începând cu 1 iulie 1997, prevăzut în Legea fundamentală din Hong Kong. Acordul a fost ridicat de Deng Xiaoping pentru a se ocupa de reunificarea Hong Kong-ului cu Republica Populară Chineză în 1997 și stipulat în Declarația comună chino-britanică din 1984. [25]
- 2048: Pe 14 ianuarie, Protocolul privind protecția mediului la Tratatul Antarctic este programat să fie revizuit. [26][25]
- 2049: La 20 decembrie, actualul acord „o țară, două sisteme” cu Macao , garantat pe 50 de ani începând cu 20 decembrie 1999, va expira.[27]

## Aniversări și comemorări
- 7 decembrie 2041: 100 de ani de la Atacul de la Pearl Harbour.
- 8 ianuarie 2042: 400 de ani de la moartea filozofului, matematicianului, fizicianului și astronomului italian Galileo Galilei.
- 23 august 2042: 100 de ani de la Bătălia de la Stalingrad, considerată cea mai sângeroasă confruntare din Al Doilea Război Mondial.
- 11 decembrie 2043: 200 de ani de la nașterea medicului și microbiologului german Robert Koch.
- 6 iunie 2044: 100  ani de la Bătălia pentru Normandia.
- 2045 - 100 de ani de la Al Doilea Război Mondial.
- 8 mai 2045: 100 de ani de la capitularea Wehrmacht-ului și sfârșitul războiului în Europa.
- 6-9 august 2045: Se împlinesc 100 ani de la Bombardamentele atomice de la Hiroshima și Nagasaki.
- 2 septembrie 2045: 100 de ani de la sfârșitul celui de-al Doilea Război Mondial.
- 18 februarie 2046: 500 de ani de la moartea reformatorului protestant german Martin Luther.
- 11 februarie 2047: 200 de ani de la nașterea inginerului electric american Thomas Alva Edison.
- 3 martie 2047: 200 de ani de la nașterea antreprenorului britanic-american Alexander Graham Bell.
- 2048 – 200 de ani de la Revoluția de la 1848.
- 30 ianuarie 2048: 100 de ani de la moartea politicianului indian Mahatma Gandhi.
- 14 mai 2048: 100 de ani de la independența statului Israel.
- 24 octombrie 2048: 400 de ani de la sfârșitul Războiului de 30 de ani cu încheierea păcii de la Westfalia
- 1 octombrie 2049: Aniversarea a 100 de ani de la întemeierea Republicii Populare Chineze.

## Evenimente Sportive
- Jocurile Olimpice de vară din 2040 - În 2023, Secretarul mexican pentru Relații Externe Marcelo Ebrard  și-a declarat dorința ca Mexicul să găzduiască Jocurile Olimpice de vară în 2036 sau 2040.[28]
- Jocurile Olimpice de iarnă din 2042
- Cupa Mondială de Fotbal 2042
- Jocurile Olimpice de vară din 2044 - În 2023, ministrul polonez al Sportului, Kamil Bortniczuk, consideră că Varșovia, capitala Poloniei, ar fi cea mai potrivită gazdă  pentru Jocurile Olimpice din 2036 sau 2044. [29]
- Jocurile Olimpice de iarnă din 2046
- Cupa Mondială de Fotbal 2046
- 2048 Jocurile Olimpice de vară din 2048 - În 2021, ministrul-șef adjunct al Delhi, Manish Sisodia, și-a exprimat dorința ca Jocurile din 2048 să fie găzduite de India pentru a marca 100 de ani de la dobândirea independenței. [30]

## Evenimente astronomice
- 2045 - 12 august: Eclipsă totală de de soare vizibilă în SUA.[31]
- 2046 - 2 august: Eclipsă totală de soare vizibilă în Brazilia și Africa de Sud
- 2048 - 11 iunie: Eclipsă inelară de soare vizibilă în America de Nord, America Centrală, Europa, Arctica, Africa de Nord, Rusia și Asia de Vest.
- 2048 - 5 decembrie: Eclipsă totală de soare vizibilă în sudul Americii de Sud și sud-vestul Africii.  [32]

## Ficțiune

### Filme
- Cartea lui Eli (2010)-  film american științifico-fantastic plasat într-o lume  post apocaliptică a anului 2043, unde o persoană singuratică pe nume Eli păzește o Biblie despre care se spune că ar putea fi ultimul exemplar întreg din lume.
- Looper: Asasin în viitor (2012) -  film SF de acțiune unde călătoria în timp este inventată în anul 2074 și, deși devine imediat ilegală, este folosită de organizațiile criminale pentru a-și trimite victimele în trecut, în anul 2044, pentru a fi asasinate de așa zișii loopers, asasini plătiți cu lingouri de argint.
- Ready Player One: Să înceapă jocul (2018) - film științifico-fantastic plasat în 2045, o o mare parte a umanității folosește OASIS, un simulator de realitate virtuală pentru a evada din lumea reală care este devastată de sărăcie, poluare și deșeuri.
- The Titan (2018) - film științifico-fantastic plasat în 2048, într-un viitor în care Pământul este suprapopulat și devastat de conflicte violente, iar oamenii de știință modifică ADN-ul unor militari voluntari pentru a-i trimite să colonizeze Titan, cel mai mare satelit lunar al planetei Saturn.
- Vânătorul de recompense 2049 (2017) - film științifico-fantastic plasat în anul 2049, la 30 de ani de la evenimentele din primul film Vânătorul de recompense. Oamenii creați în laborator prin bioinginerie, cunoscuți sub numele de replicanți, sunt folosiți ca sclavi pentru munci manuale.

### Jocuri video
- Battlefield 2042 (2021) - Joc video First-person shooter plasat în anul 2042, într-o lume devastată de schimbările climatice, crizei refugiaților, prăbușirea în masă a sateliților și războiul dintre SUA și Rusia. Mercenarii „no-pats” angajați de cele două puteri  se luptă cu arme, tancuri și aeronave (precum T-14 Armada de fabricație rusească sau avionul de luptă F-35 de fabricație americană), dispozitive futuriste, dronele și roboții de asalt patrupezi autonomi. Într-un mod de luptă, jucătorii pot recruta soldați sintetici creați în laborator pentru a confrunta armata unei inteligențe artificiale malefice.
- Call of Duty: Black Ops 4 (2018) - Joc video First-person shooter plasat în anul 2043, unde un grup de mercenari cu membre bionice sunt recrutați de o cercetătoare trilionară și trimiși într-o operațiune militară.
- Command & Conquer 3: Tiberium Wars (2007) - Joc video de strategie plasat în anul 2047, într-o lume contaminată și poluată de cristalele Tiberium. Planeta este împărțită în zonele roșii nelocuibile, zonele galbene contaminate considerabil și zonele albastre unde se află ultimele bastioane ale civilizației, controlată de două facțiuni militare, GDI și NOD, ultimul fiind condus de profetul Kane. Acesta folosește o stație de comandă orbitală pentru a produce un eveniment dramatic ce duce la izbucnirea celui de-al treilea război al tiberiumului, iar între timp, planeta este invadată de o specie extraterestră numită Scrin.
- 2047-Crysis 3 (2013) - Joc video First-person shooter plasat în New York City, în anul 2047, devastat de invazia unei specii extraterestre numită CEPH. Protagonistul este Prophet, un soldat echipat cu un nanocostum, ce-i oferă putere sporită, agilitate, camuflaj și protecție.